# Imre Hermann
Pour les articles homonymes, voir Hermann.
Imre Hermann est un neurologue et psychanalyste hongrois, né le  13 novembre 1889 à Budapest et mort le 22 février 1984 dans la même ville. Dans la continuité de Freud et la fidélité à Sandor Ferenczi, il s'est notamment intéressé aux relations mères-enfants et a décrit l'instinct de cramponnement.

## Biographie
Après un cursus en mathématique, il devient médecin. Il est assistant de Géza Révész puis et s'intéresse très tôt à la psychanalyse dans un groupe dirigé par Sandor Ferenczi. Il est analysé par la psychologue Erzsébet Révész, une disciple directe de Sigmund Freud puis par Vilma Kovács, élève et collaboratrice de Sándor Ferenczi. Alice Hermann, son épouse est elle aussi psychanalyste.
Il participe activement aux activités de l'Association psychanalytique hongroise. Il écrit de nombreux articles en hongrois et en allemand. Hermann et Alice Hermann ont assuré la continuité psychanalytique en Hongrie durant la Seconde Guerre mondiale.

### Publications
- L'Instinct filial, Paris, Denoël, 1972
- Psychanalyse et logique, Paris, Denoël, 1978
- Parallélismes, Paris, Denoël, 1979
- La Psychanalyse comme méthode, Paris, Denoël, 1979,   (ISBN 2-207-22545-3)
- Psychologie de l'antisémitisme, Éditions de l'Eclat, 2006,   (ISBN 2-841-62103-0)